# Melocactus azureus
Melocactus azureus ist eine Pflanzenart aus der Gattung Melocactus in der Familie der Kakteengewächse (Cactaceae). Das Artepitheton azureus stammt aus dem Lateinischen, bedeutet himmelblau und verweist auf die Farbe der Triebe der Art.

## Beschreibung
Melocactus azureus wächst mit dunkelgrünen bis graugrünen, manchmal glauken, fast kugelförmigen bis zylindrischen Körpern, die Wuchshöhen von 13 bis 45 Zentimetern und Durchmesser von 14 bis 19 Zentimetern erreichen. Es sind 9 bis 10 Rippen vorhanden, die im Querschnitt dreieckig sind. Die Dornen sind schwarz bis rötlich und grau übertönt. Die 1 bis 4 Mitteldornen sind leicht gebogen bis gerade. Es sind 7 bis 11 Randdornen vorhanden. Das aus brauner oder weißer Wolle und rötlichen Borsten gebildete Cephalium wird bis 12 Zentimeter hoch und erreicht einen Durchmesser von 7 bis 9 Zentimetern.
Die mehr oder weniger rosamagentafarbenen Blüten sind 1,9 bis 2,3 Zentimeter lang und weisen Durchmesser von 0,8 bis 1,15 Zentimetern auf. Die Früchte sind weiß oder manchmal hell rosa und bis 1,7 Zentimeter lang.

## Systematik, Verbreitung und Gefährdung
Melocactus azureus ist im brasilianischen Bundesstaat Bahia verbreitet, wo sie auf Kalksteinfelsen in Höhenlagen von 450 bis 800 Metern wächst.
Die Erstbeschreibung erfolgte 1971 durch Albert Frederik Hendrik Buining und Arnold J. Brederoo.
Melocactus azureus wird in der Roten Liste gefährdeter Arten der IUCN als „Endangered (EN)“, d. h. stark gefährdet eingestuft.

## Nachweise